# Do the Evolution
Do the Evolution è una canzone dei Pearl Jam, pubblicata come settimo estratto dal disco Yield (1998).

## Descrizione
La musica della canzone venne composta dal chitarrista della band Stone Gossard, mentre il testo dal leader Eddie Vedder. Il bassista Jeff Ament non appare sulla canzone; Gossard registrò le linee di basso per la canzone.

Parlando della canzone, Eddie Vedder dichiarò: 
I Pearl Jam dichiararono che il romanzo Ishmael di Daniel Quinn influenzò notevolmente la stesura dell'album Yield, e in accordo con quanto detto dallo scrittore, questa canzone "è la cosa che meglio esprime le idee del libro".

## Video musicale
Il video musicale animato per la canzone fu diretto da Kevin Altieri, conosciuto per la sua regia nella serie animata del 1992 Batman, e Todd McFarlane, conosciuto per il fumetto Spawn sull'omonimo personaggio, e il video dei Korn Freak on a Leash. Il video fu prodotto da Joe Pearson, presidente della Epoch Ink Animation, e Terry Fitzgerald. Fu scritto e sviluppato da Joe Pearson e Kevin Altieri su un input di Todd McFarlane e Eddie Vedder.
Il video inizia con l'evoluzione della vita, dalla cellula più piccola, all'estinzione dei dinosauri e il regno dell'uomo sapiens. Il video poi rallenta per narrare la storia dell'uomo, partendo dall'uomo primitivo, la natura violenta e i cambiamenti durante i secoli. Alcune scene includono dei cavalieri che si preparano per una Crociata, una danza rituale del Ku Klux Klan (la danza è ripetuta con altri gruppi nel video), un rally di truppe naziste (con i simboli della "S" runica e una svastica), massacri su un campo di battaglia della prima guerra mondiale (apparentemente un tributo a Peace on Earth, un film animato contro la guerra della MGM, diretto da Hugh Harman), un'apparente violenza su una donna e un bombardamento in Vietnam di un aereo americano, il cui pilota, toltosi la maschera, si rivela essere uno scheletro che ride selvaggiamente. Sono presenti anche altre tematiche, come la caccia alla balena, la vivisezione, l'inquinamento, alterazioni genetiche e (implicitamente) anche internet. Il video si conclude in quello che si ritiene essere uno scenario futuristico di auto-distruzione della razza umana, includendo un bombardamento a tappeto da un aereo futuristico, computer che dirottano le menti umane, e infine centinaia di esplosioni nucleari che lasciano il pianeta in rovina. Tuttavia l'ultimo suono che si sente è il frinio dei grilli notturni, indicando che sul pianeta vi è ancora vita e che 
tutto porterà ad un nuovo inizio.
Il video sembra accollare la colpa della brutalità del genere umano ai potenti; con molte scene mostranti un cardinale o un prete, un presidente americano, un possibile capo del Soviet con una bandiera raffigurante un missile su uno sfondo rosso. Qualsiasi cosa ritratta accompagna la canzone e segue il significato delle parole. Per esempio, quando Eddie Vedder canta "Buying stocks on the day of the crash", la scena mostra uomini d'affari che si suicidano saltando dagli edifici, come nel giovedì nero e nei risultanti suicidi dopo il crollo del mercato azionario di Wall Street nel 1929.

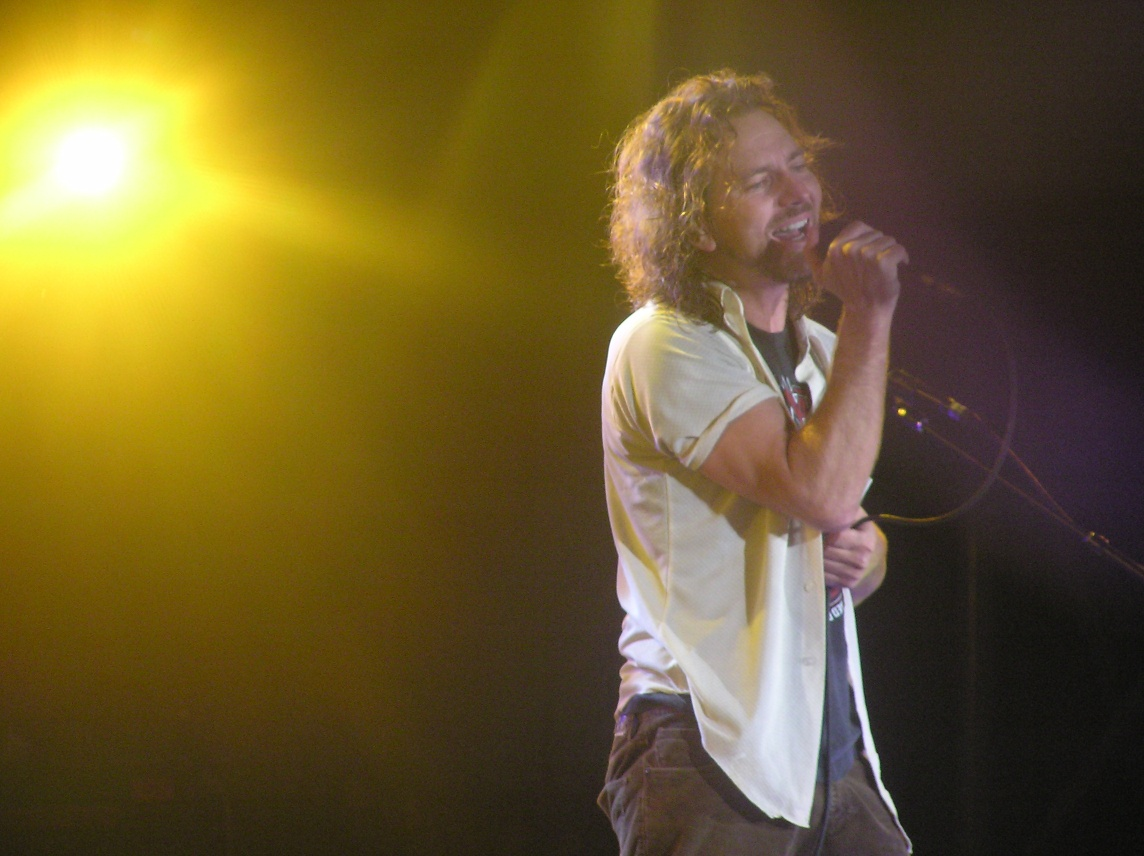
Eddie Vedder mentre esegue col suo gruppo Do the Evolution in concerto a Pistoia, il 20 settembre 2006

La produzione del video durò soltanto 16 settimane. La preproduzione dell'animazione fu eseguita dalla Epoch Ink Animation nei propri studi di Santa Monica, California. Una squadra di buoni designer e artisti di storyboard fu rapidamente assemblata da uno studio. Kevin Altieri, Brad Coombs, Jim Mitchell, Young Yoon Gi, Kalvin Lee e Joe Pearson disegnarono i personaggi e gli sfondi. Tina Oliva e Lisa Pearson colorarono i personaggi, mentre Zhao Ping gli sfondi. Sotto la supervisione di Kevin e Joe eseguì il lavoro in meno di sei settimane.
Una volta che McFarlane, Vedder e la Sony diedero la propria approvazione, il corto fu misurato da Graham Morris e portato in Corea del Sud da Kevin e Joe per l'animazione alla Sun Min Image Pictures e la Jireh Animation. In un periodo di quattro settimane, un team di oltre cento persone lavorò al video, affinché fosse terminata l'animazione. Una volta che il lavoro tornò a Los Angeles, Kevin, Todd e Eddie conferirono la post-produzione alla Vittello Productions. La prima del video, avvenne il 24 agosto 1998 su 120 Minutes su MTV. Questo fu il primo video della band dopo Jeremy, il video finale di Ten, e l'ultimo prima di I Am Mine del 2002.

## Successo commerciale
Nonostante non sia stata pubblicata come singolo, la canzone raggiunse il trentatreesimo posto della Billboard Modern Rock Tracks chart. Il successo della canzone fu tale che essa è stata successivamente inserita nel greatest hits Rearviewmirror: Greatest Hits 1991-2003.

## Live
Esecuzioni dal vivo di Do the Evolution sono disponibili su Live on Two Legs e Live at the Gorge 05/06. Dal vivo, la canzone è anche disponibile sui DVD Single Video Theory, Touring Band 2000, Live at the Showbox e Live at the Garden. Su Touring Band 2000 Eddie Vedder aggiunse il verso "free the West Memphis Three!" alla canzone. Il video, invece, è disponibile come contenuto speciale.

## Riconoscimenti
All'edizione dei Grammy Awards 1999, la canzone ricevette una nomination nella categoria del Grammy Award al miglior videoclip, nonché in quella del Grammy Award alla migliore interpretazione hard rock.